# Lee Hyun-jae
Lee Hyun-jae (em coreano: 이현재, nascido em 12 de abril de 1988) é um ator e baterista sul-coreano. Ele fez sua estreia como ator no drama de televisão sul-coreano High Kick Through the Roof (2009). Ele participou dos filmes chineses de sucesso comercial, Tiny Times 3 (2014) e Tiny Times 4 (2015), e o ajudou a obter reconhecimento geral na China.

## Filmografia

### Dramas de televisão
- High Kick Through the Roof (2009)
- Color of Woman (2011)
- Flower Band (2012)
- Ad Genius Lee Tae-baek (2013)
- Queen of the Office (2013)
- Reckless Family (2013-2014)
- Song of Phoenix (2016)
- Please Find Her (2017)

### Longas-metragens
- Play (2011)
- Tiny Times 3 (2014)
- Tiny Times 4 (2015)
- Cities in Love (2015)
- The Old Cinderella 2 (2015)
- Movie Master of Pretending (2016)